# Phonak Hearing Systems (cykelstall)

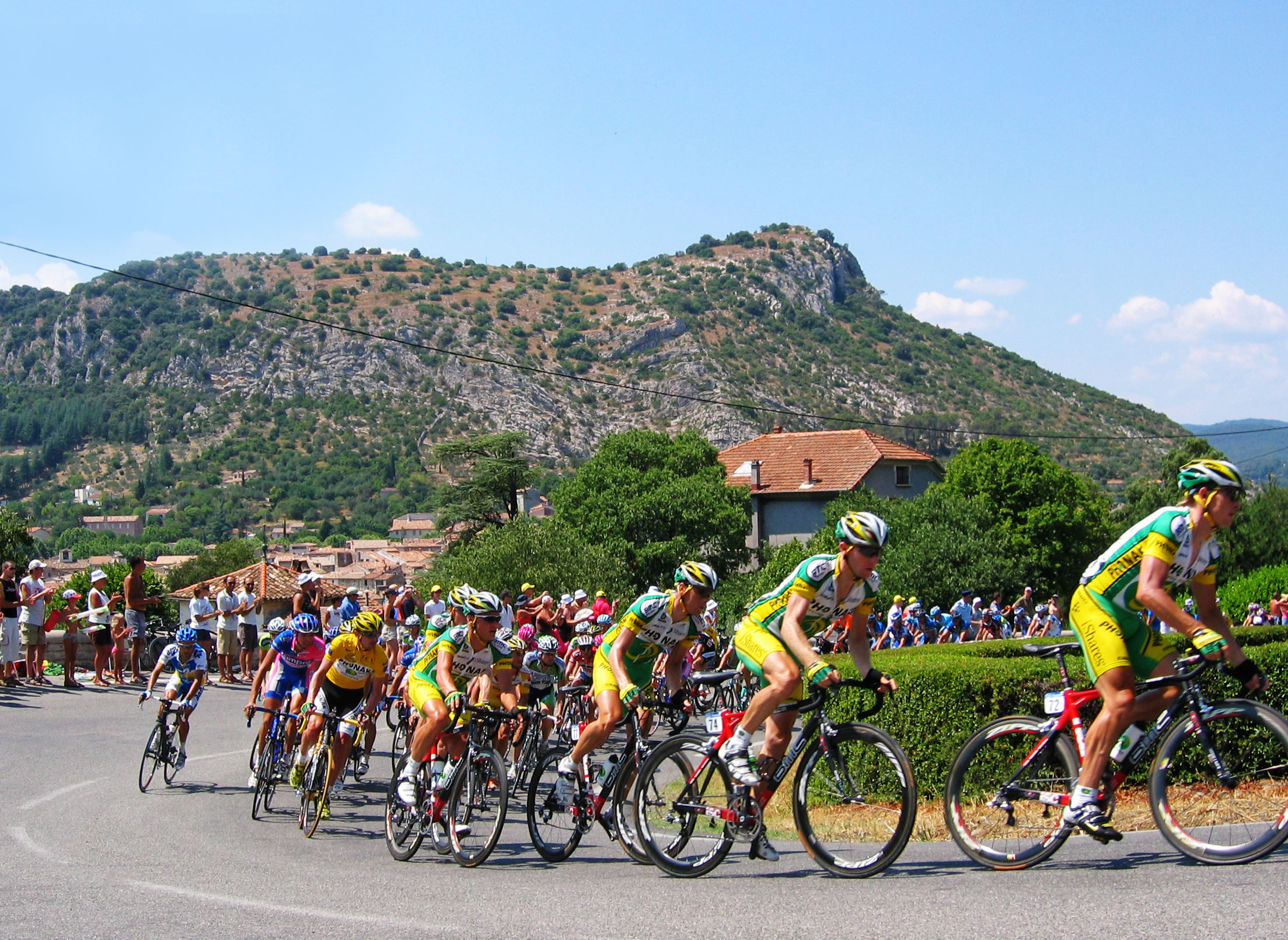
Phonak Hearing Systems under Tour de France 2006

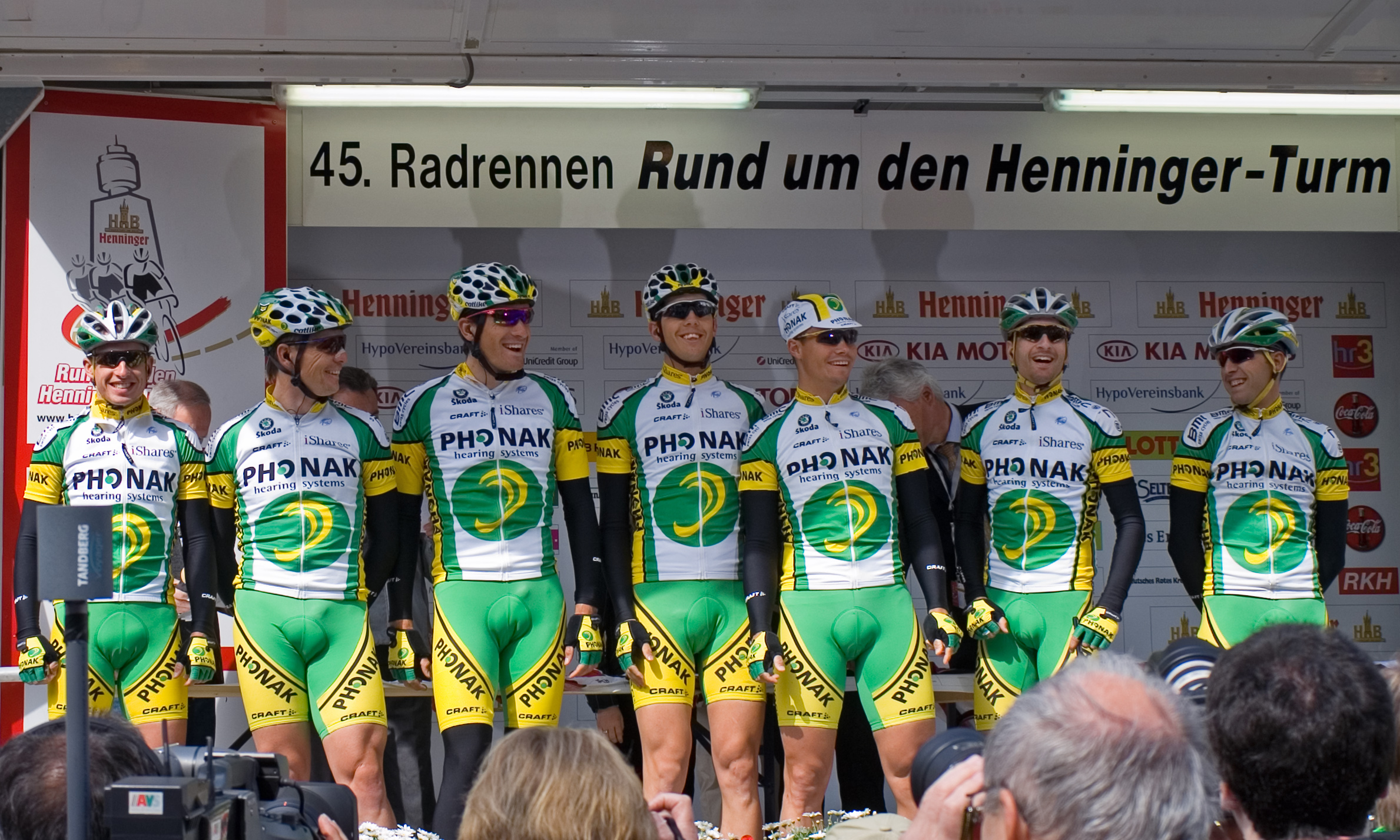
Phonak Hearing Systems under Rund um den Henninger-Turm 2006

Phonak Hearing Systems var ett schweiziskt cykelstall mellan 2000 och 2006. År 2005 blev de inbjudna att vara ett av 20 lag i UCI ProTour, men bestämde sig för att lägga ned stallet efter Tour de France 2006.
Stallet slutade två i UCI ProTour efter Team CSC efter säsongen 2005.
Sponsorn Phonak Hearing Systems gör hörhjälpmedel.
Inför säsongen 2004 valde det schweiziska stallet att göra en satsning på att få med sitt stall till de stora tävlingar, bland annat Tour de France. De anställde amerikanen Tyler Hamilton och gav stallet en chans att tävla i Tour de France 2004. Hamilton chockade många fans när han valde att gå över till Phonak Hearing Systems från Team CSC, vilka hade hjälpt honom att sluta fyra på Tour de France plus en etapp året innan. Under Tour de France 2004 var han med i en olycka och hoppade därför av tävlingen på etapp 13 på grund av ryggsmärtor.
Stallet hade under säsongerna stora problem med dopning och under de sex år som stallet var igång hade de elva positiva dopningsfall. Det började med Jochen Summer i början av 2001 och Mathias Buxhofer 2002, men det var under 2004 som stallet fick sitt stora chockbesked när världsmästaren från 1998, Oscar Camenzind, visade sig vara EPO-dopad och kastades ut från stallet. 
Tyler Hamilton vann guldmedaljen i tempolopp under de Olympiska sommarspelen 2004 och åkte sedan vidare till Vuelta a España där han vann en tempoetapp, men lämnade ett positivt dopningsprov efter etappen. Den amerikanska cyklisten hade testats positivt för dopning redan under de Olympiska sommarspelen, men fick behålla medaljen eftersom B-provet hade förstörts och inte kunde analyseras. Den spanska cyklisten Santiago Perez slutade tvåa i Vuelta a España samma år, men under ett överraskningstest hemma visade det sig att även den spanska cyklisten hade bloddopat sig. Union Cycliste Internationale (UCI) drog strax därpå tillbaka stallets licens, vilket betydde att de inte fick tävla. Stallets boss Andy Rihs började då rensa ut doparna ur stallet och de tre dopade cyklisterna blev sparkade från stallet. Både Hamilton och Perez blev avstängd i två år. 
Nya regler tillkom när stallet blev medlemmar av UCI ProTour, bland annat skulle cyklisterna berätta vilken läkare de använde, i fall att läkaren inte var anställd av stallet. Stallet ville få bort alla dopade cyklister och få bort dopningsryktet om laget. Tidigare hade det franska stallet Cofidis haft problem med dopning och de lyckades få bort stämpeln som ett dopat lag. Phonak Hearing Systems hade samma tanke, trots det blev dopningen stallets död.
Trots försöken att rensa ut doparna upptäcktes det att stallets slovenska cyklisten, Tomaž Nose, hade dopningsprodukter i sin väska under Tour of Georgia och cyklisten blev sparkad från stallet under 2005. Senare under året hade Santos González ett alldeles för högt hemokratitvärde och blev sparkad av stallet. Fabrizio Guidi testades positivt för EPO under Vattenfall Cyclassics under 2005, men B-provet kom tillbaka negativt varför cyklisten kunde fortsätta att tävla för stallet ett tag. Schweizaren Sascha Urweider fick lämna stallet efter att ha haft höga testosteronvärden under 2006.
Phonak Hearing Systems sponsorkontrakt gick ut vintern 2006, och den 16 juni 2006 kom nyheten om att iShares, ett dotterföretag till Barclays Global Investors N.A., skulle ta över stallet under tre år. Mycket såg positivt ut efter Floyd Landis seger i Tour de France 2006, men dagarna efter tävlingen kom överraskningen för stallet, Landis hade testats positivt för syntetiskt testosteron under Tour de France 2006. På grund av Landis positiva dopningsprov och alla de andra dopade cyklisterna under åren bestämde man att laget skulle läggas ner. Redan innan Tour de France startade det året stängdes två av stallets cyklister av då de nämndes som inblandade i dopningshärvan Operación Puerto, cyklisterna var Jose Enrique Gutierrez och Santiago Botero.

## Viktiga cyklister
| - Italien Daniele Bennati (2004) - Colombia Santiago Botero (2005-2006) - Schweiz Oskar Camenzind (2002-2004) - Frankrike Cyril Dessel (2003-2004) - Spanien Juan Carlos Domínguez Domínguez (2002-2003) - Schweiz Martin Elmiger (2002-2006) - Spanien Santos González Capilla (2004-2005) - Spanien José Enrique Gutierrez (2004-2006) - USA Tyler Hamilton (2004) - Sydafrika Robert Hunter (2005-2006) - USA Floyd Landis (2005-2006) | - Schweiz Jean Nuttli (2001) - Spanien Miguel Angel Martin Perdiguero (2005-2006) - Frankrike Miguel Martinez (2003) - Belgien Axel Merckx (2006) - Schweiz Alexandre Moos (2001-2006) - Colombia Victor Hugo Peña (2005-2006) - Spanien Oscar Pereiro (2001-2005) - Spanien Santiago Pérez Fernández (2003-2004) - Spanien Oscar Sevilla (2004) - Slovenien Tadej Valjavec (2004-2005) - Schweiz Alex Zülle (2003-2004) |